# Agência Nacional Aeroespacial do Azerbaijão
A Agência Nacional Aeroespacial do Azerbaijão (MAKA, na sigla em inglês; em azeri: Azərbaycan Milli Aerokosmik Agentliyi) é uma organização governamental que coordena todos os programas azeris de investigação espacial com objetivos científicos e comerciais. Ele foi criado em 1992, substituindo o Kaspiy, antigo centro de investigação científica da Academia Nacional de Ciências do Azerbaijão. A organização está sediada na capital do país, Baku, e tem como administrador atual Alchin Shirinzade.

## História
O programa espacial do Azerbaijão é principalmente realizado através da cooperação internacional como já o era durante a era soviética. Alguns programas do Azerbaijão produziram equipamentos para a União Soviética realizar projetos espaciais, mas suas instalações estão agora inativas. O programa incluiu uma sequência de missões de satélites, tanto os nacionais quanto internacionais, feitos em cooperação com outras nações do mundo.
Em 2006, a administração da agência foi transferida para o Ministério da Indústria da Defesa do Azerbaijão. Em 2009, a indústria espacial do  Azerbaijão impulsionou-se com a nova agência criada no âmbito do programa estadual para o desenvolvimento da indústria espacial, após a aprovação de Ilham Aliyev Como parte do programa, em 2013 ocorreu a apresentação de propostas para a montagem no país e produção de VSAT (Terminal de satélite de abertura Muito Pequena). Uma estação de terra pequena para a transmissão por satélite, que suporta até 56 kbit/s de transmissão digital. VSATs que lidam com a taxa de dados T1 (até 1.544 Mbit/s) são chamados de "TSATs. E partes de outras estações terminais, receptores de satélite de diferentes tipos e funções (internet, Direct TV, GPS, etc.), a fim de criar o indústria espacial.

## Pesquisas
Entre os objetivos da organização estão:
- Implementação da política de Estado no campo da Terra a partir do espaço de pesquisa e exploração do espaço;
- Desenvolvimento e implementação de programas nacionais aeroespaciais;
- Coordenação das atividades realizadas no âmbito de projectos espaciais internacionais e participar nas mesma;
- Uso das conquistas da tecnologia espacial para as necessidades de segurança e para a economia do Azerbaijão.

O vencedor do concurso para o lançamento do primeiro satélite nacional foi a empresa americana Orbital Sciences Corporation. O lançamento do primeiro satélite artificial do Azerbaijão, a partir do Azerspace-1, teve lugar no dia 7 de fevereiro de 2013.